# علي سلامة
علي سلامة (18 سبتمبر 1987 ليبيا ليبيا - ) هو لاعب كرة قدم ليبي يلعب كمدافع، شارك في كأس الأمم الأفريقية لكرة القدم 2012.

## روابط خارجية
- علي سلامة على موقع قاعدة بيانات كرة القدم.إي يو (الإنجليزية)
- علي سلامة على موقع ناشيونال فوتبول تيمز (الإنجليزية)